# SHADOWS OF THE KNIGHT
『SHADOWS OF THE KNIGHT』（シャドゥズ・オブ・ザ・ナイト）は、1986年11月29日に発売された早見優の10枚目のオリジナルアルバム。発売元はトーラスレコード。規格品番はLP・28TR-2130、CT・28TT-1130、CD・34TX-1051。

## 概要
全曲新曲で構成されており、シングル曲は収録されていない。LPのジャケットに貼付されたシールには ″10 ARTISTS SINGLES″ と記載があり、収録曲の全てが異なる作家によって書かれている。作曲はCDのみに収録された「ロマンスに首ったけ」以外、横山輝一、辻仁成、佐野元春といった男性ミュージシャンが手掛けている。
「彼はデリケート」は、沢田研二「彼女はデリケート」のカバー。歌詞が一部異なる。
2012年4月に本作を含むオリジナル・アルバムを全て収めたCD-BOX『Thank YU〜30th Anniversary Special Box〜』が発売された際には、アルバム未収録シングル「Love Station」や、ベストアルバム『YŪ "SINGLE A" BEST COLLECTION』にのみ収録されていた未発表曲などのボーナス・トラックが5曲追加され、『SHADOWS OF THE KNIGHT+5』としてDisc-10に収録された。

## 収録曲

### LP／CT

#### SIDE A
1. FAKE（3:43）
作詞・作曲・編曲: テリー佐藤
2. 恋のアクシデント（4:49）
作詞・作曲・編曲: 横山輝一
3. Mr. J（3:59）
作詞・作曲・編曲: 斉藤誠
4. キッスは殺しのサイン（4:14）
作詞: 小西康陽 / 作曲: 高浪慶太郎 / 編曲: 鴨宮諒
5. DON'T YOU KNOW 〜ラストダンスは夜明けまで〜（4:22）
作詞: 田代まさし / 作曲: 鈴木雅之 / 編曲: 渡辺茂樹

#### SIDE B
1. 風になれ（4:59）
作詞・作曲: 辻仁成 / 編曲: 是永巧一
2. 硝子のトライアングル（3:58）
作詞: 安藤芳彦 / 作曲・編曲: 村田和人
3. 彼はデリケート（4:33）
作詞・作曲: 佐野元春 / 編曲: 窪田晴男
4. 手さぐりのDay Break（3:28）
作詞: 安則まみ / 作曲・編曲: 松浦雅也
5. イブまでひとりぼっち（3:54）
作詞: 永石勝 / 作曲: 立花ハジメ / 編曲: 藤井丈司

### CD
1. FAKE
2. 恋のアクシデント
3. Mr. J
4. キッスは殺しのサイン
5. DON'T YOU KNOW 〜ラストダンスは夜明けまで〜
6. ロマンスに首ったけ〈CDのみ収録〉
作詞: マナ / 作曲: 岩沢幸矢・マナ / 編曲: テリー佐藤
7. 風になれ
8. 硝子のトライアングル
9. 彼はデリケート
10. 手さぐりのDay Break
11. イブまでひとりぼっち

### SHADOWS OF THE KNIGHT+5
1. FAKE
2. 恋のアクシデント
3. Mr. J
4. キッスは殺しのサイン
5. DON'T YOU KNOW 〜ラストダンスは夜明けまで〜
6. ロマンスに首ったけ
7. 風になれ
8. 硝子のトライアングル
9. 彼はデリケート
10. 手さぐりのDay Break
11. イブまでひとりぼっち

#### ボーナス・トラック
1. Love Station
作詞: 澤地隆 / 作曲: 高橋研 / 編曲: 西平彰
  - 18枚目のシングルA面曲。
2. 優しくCOOL EYES
作詞: 吉元由美 / 作曲・編曲: 後藤次利
  - 「Love Station」のB面曲。
3. Love Station〈英語ヴァージョン〉
作詞: 澤地隆 / 作曲: 高橋研 / 編曲: 西平彰 / 英語詞: forget-me-nots
  - ベストアルバム『YŪ "SINGLE A" BEST COLLECTION』より
4. 灼熱サザンクロス
作詞: 谷穂ちろる / 作曲: 多々納好夫 / 編曲: 伊豆一彦
  - ベストアルバム『YŪ "SINGLE A" BEST COLLECTION』より
5. ジャストビートで勝負して
作詞: 澤地隆 / 作曲: 羽田一郎 / 編曲: 西平彰
  - ベストアルバム『YŪ "SINGLE A" BEST COLLECTION』より

## 参考資料
- 早見優『Thank YU〜30th Anniversary Special Box〜』（ライナーノーツ）ユニバーサルミュージック、2012年4月18日。UPCY-9201。